# Nikki Craske
Nikki Craske (Irlanda; 21 de octubre de 1962) es una académica y directora de la Oficina de Investigación en la Universidad Edge Hill, así como directora del Instituto Latin American Studies y profesora de Política Latinoamericana en el Instituto de Latín American Studies. Estudió en la Universidad de Essex y obtuvo el título de doctora en Filosofía, catedrática en política en la Universidad de Queensland en Belfasi ubicada a Irlanda del Norte.
Además fue conferencista del tema de género y participación de la mujer en la política urbana mexicana: el caso de los asentamientos populares de Guadalajara.

## Pensamiento sobre género en América Latina
Género en Latinoamérica de Sylvia Chant y Nikki Craske, es una obra que hace aportaciones sobre el género a partir de un estudio que va de finales del siglo XX a inicios del siglo XXI, específicamente a partir del año  1970 al año 2000 en donde se hace mención de los estereotipos que siempre han ido relacionados a las mujeres de forma universal, en donde se destacan aspectos como la capacidad de raciocinio, edad, etnia, condiciones económicas entre varias otras, estas características se relacionan con las características que posee cada nación junto con su economía y cultura. Por lo que está temática va desde varias perspectivas y cambios sociales tratando de abarcar la mayor parte del territorio latinoamericano para su análisis.
En la obra Género en Latinoamérica de Chant, Sylvia y Nikki Craske, se plasmó cómo es que ha ido cambiando el dominio del género en diversos ámbitos como en la política y en los marcos legales, en las cuales, si bien no han desaparecido las jerarquizaciones de género, se están transformando poco a poco, hasta darles a las mujeres igualdad de derechos y obligaciones que los hombres.
Esta obra se muestra cómo las autoras desarrollan “al género”, lo cual dio dos impulsos a la investigación y a la acción sobre los géneros más grandes del mundo, el primero esclareció lo limitado que era en realidad el  conocimiento sobre las mujeres de cualquier parte del planeta, segundo animó el interés internacional en el “lugar que ocupan las mujeres” lo que creó un ambiente en el cual las redes de individuos y de organizaciones se sintieron inclinadas y alentadas a “restar invisibilidad” a las mujeres.
Las investigaciones más recientes sobre género en Latinoamérica han estado enfocadas hacia las mujeres por la importancia en los círculos académicos y políticos toda vez que se quería integrar a las mujeres al desarrollo de estas, ello debido a que en múltiples ocasiones las mujeres se hacían escuchar, pero siempre existió restricción por parte del hombre el cual no podía perder el dominio sobre la mujer.
Una de las evoluciones que las autoras hacen notar es que las mujeres pudieron tomar decisión sobre su cuerpo, sobre su reproducción ya que al poder tomar la decisión sobre el uso de métodos anticonceptivos cambió el panorama de su vida radicalmente, claro esto ya en un momento de la historia más avanzado.
Otro aspecto que se considera fundamental para el estudio del género,  es la economía que existía anteriormente en los países de Latinoamérica que normalmente se establece en las zonas en donde la mujer  sufre mucha más desigualdad que son los sectores con altos índices de pobreza dejando así a  la población con mayor vulnerabilidad, las necesidades económicas creadas y aumentadas durante la crisis económica empujaron a las mujeres al trabajo, incluyendo a las que estaban casadas y tenían hijos , o también un poco de educación formal.
Entre las diferentes causas que determinaron el trabajo de las mujeres cambiaron debido a las necesidades que eran cada vez más altas pues la pobreza en los hogares era cada vez más. Durante el periodo en que las mujeres iniciaron en el área laboral empezaron a trazar un bosquejo de su independencia sin siquiera notar que abrían paso a uno de los mayores logros para las mujeres del futuro no tan lejano.  
Con ello se dio la transformación del poder de las mujeres que trajo consigo el aumento de separaciones y divorcios, producto de la toma de decisiones femeninas, y el aumento de los hogares son dirigidos por mujeres y que en las últimas décadas son un fenómeno que indudablemente está asociado con el hecho de que muchas mujeres pueden ahora administrar su propio ingreso, lo que las capacita para optar de formas de vida diferentes.
Dentro de este texto también queda plasmado el apoyo que han recibido las mujeres por parte de instituciones tanto gubernamentales como Organismos No Gubernamentales, algunos de estos cambios que se han impulsado en ellas han sido, por ejemplo, la disminución de la fertilidad en las mujeres, pues debido a que tienen una mayor apertura a niveles educativos y a empleos, su deseo por ser madres se ve disminuido o no se vuelve en absoluto una prioridad para ellas, por lo que esto a su vez genera que haya una alza en los divorcios y que cada vez sean más las madres solteras o que sean ellas quienes toman la cabeza del hogar.
La autora Nikki Craske ataca dentro del libro el tema de la pobreza, sabemos que Latinoamérica está lleno de pobres, si bien hay riqueza existe una mala distribución de ella, Craske explica que aunque las mujeres se están abriendo paso al mundo laboral, las condiciones no son justas sino todo lo contrario, las características sobre las cuales desarrollan sus labores son precarias y es algo que aún hoy en día se percibe pues no tiene el mismo salario las mujeres y los hombres que laboran en las mismas ramas, más si se trata de personas obreras, se ve un aumento notorio en los salarios y prestaciones que perciben en comparación con los hombres.

## Aportaciones a la Teoría de Género
Las investigaciones más recientes sobre Género en Latinoamérica, han sido dirigidas principalmente por mujeres, obteniendo un resultado sorprendente, debido al crecimiento feminista de los años setenta y del predominio de las mujeres en desarrollo, creando un paradigma en los círculos académicos.
Se da el establecimiento de relaciones que son fundamentales para entender y explicar el cambio de las sociedades latinoamericanas, que han quebrantado por medio de confrontaciones de género que han salido a la luz de su realidad actual, a fin de lograr que las mujeres tengan las mismas oportunidades que los hombres.
Esta obra ha aportado a la teoría de género un panorama más amplio sobre la colocación de las mujeres como una división de género, ello en diversas áreas sociales para que poco a poco ellas puedan ser tomadas en cuenta en este entramado social y sean consideradas en igualdades de circunstancias.
Por otro lado se ha podido notar que se le ha otorgado un nuevo rol a las mujeres dentro del hogar, pues debido a estas investigaciones como muchas otras sobre género se le ha dado a la mujer más autoridad dentro de los hogares, pues ya no solo se dedican al cuidado del hogar, de los hijos y de sus esposos, sino que han dejado a lado estereotipos y ahora hasta son cabezas de hogares e incluso pueden llegar a tomar puestos o cargos de gran importancia dentro de la política, algo que hace sesenta años se veía aun imposible debido a la dominación ejercida sobre las mujeres, dentro del aspecto social y cultural.
Lo cual ha llevado a un cambio en la forma de pensar de los hombres hacia las mujeres, ya que es importante mencionar, que por muchos años el hombre dominó a  la mujer para sentir alguna superioridad y también porque era bien visto esta clase de acciones, la mentalidad del hombre hacía sentir a la mujer menos incluso al grado de pensar que era mejor nacer hombre porque las mujeres sufren mucho, es un tema muy delicado ya que la mujer se debe de sentir segura en su entorno y mucho más con su familia pero el mayor problema de este tema es que la misma familia lo aprobaba ya que como se ha mencionado el hombre era el proveedor y  la mujer  como respuesta debía servir en  la casa y hacerse cargo de los hijos. Es un tema muy interesante ya que se toman varias perspectivas que son en beneficio de la mujer y que con el paso de los años la mujer ha tomado fuerza y ha logrado importantes cambios entre ellos votar y estudiar.

## Obras
- Mujeres y Política en Latinoamérica (1999)
- Women and Politics in Mexico.
- Gender Rights Justice Lat America.